# Sauvages (Film)
Sauvages (auch Sauvages!, im Englischen auch Savages für „Wilde“) ist ein Stop-Motion-Animationsfilm von Claude Barras. Der Film, eine Koproduktion der Schweiz mit Frankreich und Belgien, feierte im Mai 2024 bei den Internationalen Filmfestspielen in Cannes seine Premiere.

## Handlung
Die kleine Kéria lebt in einer Stadt auf Borneo, einer großen Insel in Südostasien. Die Elfjährige ist ein rebellisches Mädchen und liebt stylische Haarschnitte und Hip-Hop-Musik. Ihr Vater arbeitet für ein großes multinationales Unternehmen, das jeden Tag Hektar für Hektar Palmen zerstört, um Öl zu gewinnen. Als die beiden Zeugen werden, wie ein Mann auf einer Palmölplantage kaltblütig eine Orang-Utan-Mutter töten, retten sie deren Baby, bevor es das gleiche Schicksal ereilt. Sie nehmen den jungen Orang-Utan mit nach Hause, wo Kéria eine mütterliche Rolle übernimmt und schnell eine Bindung zu dem Tier aufbaut. Sie nennt den kleinen Affen Oshi, nach einem Geräusch, das er beim Niesen macht.
Als Kérias Cousin Selaï bei ihnen Zuflucht sucht, weil er von dem Streit zwischen seiner Familie und den multinationalen Konzernen, die den Dschungel zerstören und sich durch die Abholzung der Wälder bereichern wollen, genervt ist, kommt es auch zwischen den beiden Kindern zum Streit. Selaï läuft daraufhin mit Oshi weg, und Kéria wagt sich bei der Suche nach ihnen tiefer in den Wald, als sie es jemals zuvor getan hat.
Wie Selaï gehört auch Kéria dem Volk der Penan an, aber anders als ihr Cousin weiß sie über ihre Kultur nur wenig, da der Kontakt zu ihnen nach dem Tod ihrer Mutter abbrach, als sie noch klein war.

## Produktion

### Filmstab, Filmtitel und Herstellung
Regie führte Claude Barras, der vor allem für seinen Film Mein Leben als Zucchini bekannt ist, der ebenfalls in der Stop-Motion-Technik entstand. Die Filme des Schweizers greifen oft komplexe soziale Themen auf und verbinden diese mit Animationskunst. Das Drehbuch für Sauvages schrieb Barras gemeinsam mit Catherine Paillé und in Zusammenarbeit mit Morgan Navarro und Nancy Huston. Mitglieder der Penan, einer indigenen Volksgruppe auf der Insel Borneo, von denen sich Claude Barras direkt inspirieren ließ und mit dem er mehrere Wochen lang in die Natur eintauchte, waren ebenfalls am Drehbuch beteiligt. Der Regisseur erklärte, dass er auch vom Engagement des Schweizer Aktivisten Bruno Manser beeinflusst wurde, der sich im malaysischen Dschungel sehr für den Schutz des Borneo-Regenwaldes einsetzte, bevor er unter ungeklärten Umständen verschwand. Seit 2000 gilt Manser als vermisst und wurde 2005 für verschollen erklärt.
Das Wort „sauvage“ bedeutet übersetzt „primitiv, wild, ungehobelt“. Die Mitarbeiter der Palmölplantage verwenden den Begriff häufig, um Kéria und ihre Familie zu beleidigen, die die Versuche des Unternehmens, sie zu kaufen, ablehnen.
Sauvages wurde zwischen März und September 2023 in einem 2.500 Quadratmeter großen Lagerhaus in Martigny im Schweizer Kanton Wallis in Stop-Motion-Technik gedreht. Als Kameramann fungierte Simon Filliot. Den Filmschnitt übernahm der Regisseur gemeinsam mit Anne-Laure Guégan.
Babette De Coster leiht Kéria ihre Stimme und Benoît Poelvoorde ihrem Vater. Martin Verset spricht Kérias jüngeren Cousin Selaï. Der französische Schriftsteller und Sänger Gaël Faye leiht MC Outang seine Stimme. Lætitia Dosch spricht Jeanne, Pierre-Isaïe Duc den Großvater und Michel Vuillermoz den Contremaître.
Für das Sounddesign arbeitete der Regisseur mit Charles de Ville zusammen, der gemeinsam mit Nelly Tungang auch die Filmmusik komponierte.

### Marketing und Veröffentlichung
Die Premiere des Films erfolgte am 18. Mai 2024 bei den Internationalen Filmfestspielen in Cannes, wo Barras acht Jahre zuvor bereits Mein Leben als Zucchini vorstellte. Im Juni 2024 wurde Sauvages beim Festival d’Animation Annecy im Wettbewerb gezeigt. Im August 2024 wurde der Film beim Locarno Film Festival vorgestellt. Im Oktober 2024 wird Sauvages beim Sitges Film Festival und beim London Film Festival gezeigt. Der Kinostart in Frankreich erfolgte am 16. Oktober 2024. Im November 2024 wurde der Film beim Internationalen Filmfestival Mannheim-Heidelberg vorgestellt. Ende des Monats wurde der erste Trailer vorgestellt. Im Dezember 2024 wird er beim Les Arcs Film Festival gezeigt. Der Kinostart in der Deutschschweiz war am 6. Februar 2025. In der Romandie erfolgte dieser bereits am 16. Oktober 2024. Im Tessin wird der Film am 20. Februar starten.

## Rezeption

### Kritiken
Von den bei Rotten Tomatoes aufgeführten Kritiken sind alle positiv.

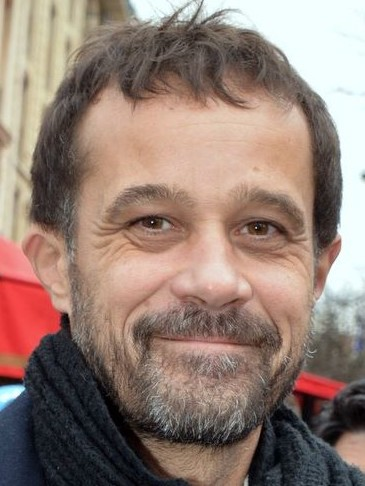
Regisseur Claude Barras

Yannick Bracher schreibt in seiner Kritik für outnow.ch, Claude Barras’ Figuren erinnerten optisch stark an diejenigen aus seinem Vorgängerfilm, kämen aber insgesamt etwas realistischer und weniger bunt daher. Auch wenn die Puppen mit ihren übergroßen Köpfen und den vergrößerten, weit auseinanderliegenden Augen die typischen Merkmale aufweisen würden, die den Figuren ihren Charme verliehen, habe sich Barras in Sauvages hinsichtlich Aussehen, Haare, Körperbemalung und Kleidung stark an der Kultur Borneos orientiert. Besonders erwähnenswert sei das Sounddesign des Filmes, für das Barras indigene Menschen einbezogen hat, um die Gesänge und Waldgeräusche richtig authentisch abzubilden. So entstehe ein herrlicher Geräuschteppich aus diversen Dschungelgeräuschen, plätscherndem Wasser und einer wunderschönen Gesangseinlage ganz zum Schluss. Mit Sauvages lege Barras fulminant nach und beweise erneut, dass er seine Geschichten mit viel Herz und tollen Charakteren erzählen kann, die Jung und Alt ansprechen. Mit einer klaren Haltung richte der Film gleichzeitig an das erwachsene Publikum den Auftrag, sorgfältig und nachhaltig mit dem Regenwald, mit der Natur und mit unserem Planeten umzugehen.
Muriel Del Don vom Online-Filmmagazin Cineuropa schreibt in ihrer Kritik, Savages sei ein Film, der zum Nachdenken anregt, eine Fabel, die zugleich gewalttätig und poetisch ist und uns die Realität, in der wir leben, in Frage stellen lässt. Der Wald werde in Savages nicht als Locus amoenus gezeigt, in den das Böse nicht eindringen kann. Im Gegenteil werde er in all seiner beängstigenden Komplexität präsentiert, ein faszinierender Ort voller Traditionen, aber auch eine Goldgrube für Unternehmer ohne Skrupel, die nichts mit dem Schutz des Ökosystems anfangen können. Die Wilden des Films seien nicht Kéria und ihre Familie, sondern die Arbeiter der Palmölplantage, die versuchen, sie zu korrumpieren, so Del Don.
Etwas kritischer äussert sich Olivier Samter auf Maximum Cinema. Er schreibt, dass dem Film ein nuancierteres und vor allem weniger didaktisches Drehbuch gutgetan hätte. In seinem Drang, das Publikum um jeden Preis für sein Anliegen zu gewinnen, greife Barras immer wieder auf altbekannte Erzählmuster zurück, ohne ihnen viel Neues zu entlocken. Dadurch sei Savages ein glattgeschliffenes, bisweilen etwas plumpes Werk, dem die Ecken und Kanten fehlen, die Ma vie de Courgette so besonders machten. Positiv hervor hebt er dagegen die Tatsache, dass man dem Film das gestiegene Budget mit ihren detailverliebten Sets und der liebevollen Animation zu jedem Zeitpunkt anmerke. Das führe dazu, dass Savages wahrscheinlich der schönste Schweizer Animationsfilm überhaupt sei.

### Auszeichnungen
César 2025
- Nominierung als Bester Animationsfilm

Europäischer Filmpreis 2024
- Nominierung als Bester Film
- Nominierung als Bester Animationsfilm[21]

Festival d’Animation Annecy 2024
- Nominierung im Wettbewerb (Claude Barras)[9]

Prix Lumières 2025
- Nominierung als Bester Animationsfilm[22]

Schweizer Filmpreis 2025
- Nominierung als Bester Spielfilm (Claude Barras)